# Чернишово (Туринський міський округ)
Чернишо́во (рос. Чернышово) — присілок у складі Туринського міського округу Свердловської області.
Населення — 75 осіб (2010, 122 у 2002).
Національний склад населення станом на 2002 рік: росіяни — 93 %.